# کورمار برازنده
کورمار برازنده (نام علمی: Afrotyphlops elegans)، که مار کرمی ظریف نیز نامیده می‌شود، یک گونه از مارهای خانواده کورماران است. ویلهلم پیترز در سال ۱۸۶۸ آن را توصیف کرد. این گونه در جزیره پرنسیپ در سائوتومه و پرنسیپ یافت می‌شود.